# Elecciones autonómicas de España de 2015

Mapa con el partido que ostenta la presidencia de cada autonomía pasadas las elecciones.

Quince de las diecisiete comunidades autónomas españolas celebraron elecciones autonómicas en 2015. Las únicas comunidades que no celebraron elecciones fueron Galicia y el País Vasco, que ya celebraron elecciones al Parlamento de Galicia y al Parlamento Vasco en octubre de 2012 y aun no habían agotado los cuatro años de sus respectivas legislaturas.

## Presidentes autonómicos

### Comunidades autónomas
| Comunidad Autónoma   | Presidente saliente       | Partido | Partido | Presidente electo      | Partido | Partido |
| -------------------- | ------------------------- | ------- | ------- | ---------------------- | ------- | ------- |
| Aragón               | Luisa Fernanda Rudi       |         | PP      | Javier Lambán          |         | PSOE    |
| Asturias             | Javier Fernández          |         | PSOE    | Javier Fernández       |         | PSOE    |
| Islas Baleares       | José Ramón Bauzá          |         | PP      | Francina Armengol      |         | PSOE    |
| Canarias             | Paulino Rivero            |         | CC      | Fernando Clavijo       |         | CC      |
| Cantabria            | Juan Ignacio Diego        |         | PP      | Miguel Ángel Revilla   |         | PRC     |
| Castilla y León      | Juan Vicente Herrera      |         | PP      | Juan Vicente Herrera   |         | PP      |
| Castilla-La Mancha   | María Dolores de Cospedal |         | PP      | Emiliano García-Page   |         | PSOE    |
| Comunidad de Madrid  | Ignacio González González |         | PP      | Cristina Cifuentes     |         | PP      |
| Comunidad Valenciana | Alberto Fabra             |         | PP      | Ximo Puig              |         | PSOE    |
| Extremadura          | José Antonio Monago       |         | PP      | Guillermo Fernández    |         | PSOE    |
| La Rioja             | Pedro María Sanz          |         | PP      | José Ignacio Ceniceros |         | PP      |
| Navarra              | Yolanda Barcina           |         | UPN     | Uxue Barkos            |         | GBai    |
| Región de Murcia     | Alberto Garre             |         | PP      | Pedro Antonio Sánchez  |         | PP      |

### Ciudades autónomas
| Ciudad autónoma | Presidente saliente | Partido | Partido | Presidente electo | Partido | Partido |
| --------------- | ------------------- | ------- | ------- | ----------------- | ------- | ------- |
| Ceuta           | Juan Jesús Vivas    |         | PP      | Juan Jesús Vivas  |         | PP      |
| Melilla         | Juan José Imbroda   |         | PP      | Juan José Imbroda |         | PP      |

## Adelantos electorales
Andalucía celebró elecciones anticipadas el 22 de marzo de 2015, mientras que Cataluña hizo lo mismo con el adelantamiento de la elección de su Parlamento al 27 de septiembre de 2015.

## Autonómicas de mayo
El domingo 24 de mayo de 2015, trece de las diecisiete comunidades autónomas españolas celebraron elecciones autonómicas. De acuerdo con la Ley Orgánica del Régimen Electoral General (LOREG), el 31 de marzo se publicaron los Decretos que convocaron las elecciones a las Cortes de Aragón, a la Junta General del Principado de Asturias, al Parlamento de las Islas Baleares, al Parlamento de Canarias, al Parlamento de Cantabria, a las Cortes de Castilla-La Mancha, a las Cortes de Castilla y León, a la Asamblea de Extremadura, a la Asamblea de Madrid, a la Asamblea Regional de Murcia, al Parlamento de Navarra, al Parlamento de La Rioja y a las Cortes Valencianas.

## Autonómicas catalanas de septiembre
Debido a un adelanto electoral en septiembre también se celebraron elecciones autónimas en Cataluña, que inicialmente estaban previstas para noviembre de 2016:
- Elecciones al Parlamento de Cataluña de 2015

## Otras elecciones locales
Por otra parte, también el 24 de mayo, se celebraron elecciones a los ayuntamientos de los más de ocho mil municipios que existen en el país (elecciones municipales); a las asambleas de Ceuta y Melilla; a las Juntas Generales del País Vasco; a los Cabildos Insulares canarios; a los Consejos Insulares de Baleares; al Consejo General de Arán; y a los concejos de Navarra.